# Instituto Politécnico Nacional
Instituto Politécnico Nacional (forkortet IPN) er et af de største offentlige universiteter Mexico med 171.581 studerende på gymnasie-, bachelor- og kandidatniveau.  Det er det næstbedste universitet i Mexico inden for teknik- og ingeniørområdet ifølge QS World University Rankings efter emne 2018. Det blev grundlagt 1. januar 1936 i præsident Lázaro Cárdenas del Ríos regeringstid.
Instituttet består af 98 akademiske enheder der tilbyder 293 studieforløb. De omfatter 78 erhvervsuddannelser, 80 bacheloruddannelser og 135 kandidatuddannelser. IPN's hovedcampus, kaldet 'Unidad Profesional Adolfo López Mateos' eller 'Zacatenco' ligger på et cirka 2,1 km2 område nord for Mexico City.
IPN er primært baseret i Mexico City, men flere forskningsinstitutter og faciliteter er fordelt på 22 af Mexicos stater.